# Saint Benedict
Saint Benedict es un lugar designado por el censo ubicado en el condado de Nemaha en el estado estadounidense de Kansas. En el censo de 2020 tenía una población de 50 habitantes y una densidad poblacional de 13,40 habitantes por km². Fue incluido como CDP en el censo de 2020. 

## Geografía
Saint Benedict se encuentra ubicado en las coordenadas 39°53′34″N 96°06′11″O / 39.89278, -96.10306. Según la Oficina del Censo de los Estados Unidos, tiene una superficie total de 3,73 km², todos correspondientes a tierra firme.